# 아미동
아미동(峨嵋洞)은 부산광역시 서구의 행정동이다. 법정동으로 아미동1·2가를 관할한다.